# Avtopat A4
Die Avtopat Goze Deltschew, ausgeschildert als A4 (ehm. Avtopat M3 und Polaavtopat M6), ist eine nordmazedonische Autobahn, teils Halbautobahn. Die A4 beginnt an der kosovarischen Grenze an der Autobahn R6 und führt über Skopje, Štip und Strumica nach Novo Konjarevo an die bulgarische Grenze.

## Geschichte
Im Februar 2014 wurde mit dem Bau der Autobahn zwischen Skopje und Štip begonnen. Die Fertigstellung erfolgte am 5. Juni 2019.

## Weiterer Ausbau
Die nördliche Weiterführung von Skopje zur kosovarischen Grenze wird seit 2018 gebaut. Die A4 wird nach der Fertigstellung die Hauptverbindung zwischen Skopje und Pristina sein.